# 精油
精油（essential oil）是由植物提炼萃取而成的一类高香气及高浓度挥发性油状液体的总称，为香水、調味料、化妆品等工业的重要产品，以及芳香療法（aromatherapy）的主要原料。精油常温下具有挥发性，有芳香气味，可随水蒸气蒸馏出，其化学组成复杂，主要为单萜和倍半萜。
精油通常使用水蒸气蒸馏。其他方法包含壓榨、溶劑提取、樹脂提取、冷壓。其使用於香水、化妝品、肥皂、家中清潔用品和加湿器等其他產品，亦可用於調整食物或飲料的氣味。